# Deborah Snyder
Deborah Snyder (* 13. März 1963 in New York City als Deborah Johnson) ist eine US-amerikanische Filmproduzentin. Sie ist seit 2004 die Ehefrau des Regisseurs Zack Snyder.

## Leben
Deborah Snyder war zunächst bei der Werbeagentur Backer Spielvogel Bates angestellt. 1996 lernte sie dort den Regisseur Zack Snyder kennen, der einen Werbeclip für Reebok leitete. Nach einem erneuten Werbedreh 2002 kam sich das Paar näher und 2004 heirateten sie und gründeten ihre eigene Filmfirma. 2006 wirkte Deborah Snyder bei der Comicverfilmung 300 als Executive Producer mit. Mit Watchmen – Die Wächter hatte sie 2009 ihren ersten Einsatz als Filmproduzentin. Sie wirkte danach hauptsächlich bei Produktionen ihres Ehemannes mit. 

## Filmografie (Auswahl)
- 2009: Watchmen – Die Wächter (Watchmen)
- 2011: Sucker Punch
- 2013: Man of Steel
- 2014: 300: Rise of an Empire
- 2016: Batman v Superman: Dawn of Justice
- 2017: Wonder Woman
- 2017: Justice League
- 2020: Wonder Woman 1984
- 2021: Zack Snyder’s Justice League
- 2021: Army of the Dead
- 2021: Army of Thieves
- 2023: Rebel Moon – Teil 1: Kind des Feuers (Rebel Moon – Part One: A Child of Fire)
- 2024: Rebel Moon – Teil 2: Die Narbenmacherin (Rebel Moon – Part Two: The Scargiver)